# Преступность на Украине
Уровень преступности на Украине совершил стремительный рост в первые годы независимости страны, достигнув своего пика в 2000 году, после чего начался процесс улучшения криминогенной ситуации, длившийся до 2009 года, когда по украинской экономике ударил мировой финансовый кризис. Очередное улучшение криминогенной ситуации наметилось только с начала 2017 года.

## Сводная статистика
| Год  | Всего преступлений | Лица, совершившие преступления | Потерпевшие | Тяжкие преступления | Преступления несовершеннолетних | Убийства         | Осуждённые |
| ---- | ------------------ | ------------------------------ | ----------- | ------------------- | ------------------------------- | ---------------- | ---------- |
| 1990 | 369 809            |                                |             |                     |                                 |                  | 116 000    |
|      |                    |                                |             |                     |                                 |                  |            |
| 1995 | 641 860            |                                |             |                     |                                 |                  | 204 000    |
|      |                    |                                |             |                     |                                 |                  |            |
| 2000 | 567 795            | 309 057                        |             | 205 236             |                                 | 4 806            | 218 083    |
|      |                    |                                |             |                     |                                 |                  |            |
| 2005 | 485 725            | 237 187                        | 309 208     | 220 839             | 26 470                          | 2 503            | 188 465    |
|      |                    |                                |             |                     |                                 |                  |            |
| 2010 | ▲500 902           | ▼226 385                       | ▲321 228    | ▼178 957            | ▲17 342                         | ▲2 356           | ▲147 716   |
| 2011 | ▲515 833           | ▼225 517                       | ▼343 159    | ▼171 119            | ▼17 846                         | ▼2 506           | ▲154 027   |
| 2012 | ▼443 665           | ▼194 992                       | ▼302 563    | ▼145 733            | ▼14 238                         | ▼2 261           | ▼154 029   |
| 2013 | ▲563 560           | ▼149 560                       | ▲426 651    | ▲156 131            | ▼8 781                          | ▼1 955           | ▼147 112   |
| 2014 | ▼529 139           | ▼124 246                       | ▼393 532    | ▼154 216            | ▼7 467                          | ▲4 389[уточнить] | ▼126 937   |
| 2015 | ▲565 182           | ▼115 833                       | ▲412 689    | ▲177 855            | ▼7 171                          | ▼3 004[уточнить] | ▼73 431    |
| 2016 | ▲592 604           | ▼99 307                        | ▼444 617    | ▼213 521            | ▼5 230                          | ▼1 726           | ▼69 997    |
| 2017 | ▼523 911           | ▲117 947                       | ▼374 238    | ▼198 074            | ▼5 608                          | ▼1 551           | ▼60 399    |
| 2018 | ▼487 133           | ▼117 071                       | ▼344 780    | ▼167 986            | ▼4 750                          | ▼1 508           | ▼57 100    |
| 2019 | ▼444 130           | ▼109 825                       | ▼301 792    | ▼140 468            | ▼4 088                          | ▼1 428           | ▼55 078    |
| 2020 | ▼335 000           | ▼93 000                        |             |                     |                                 | ▼1 326           | ▼49 823    |

## История
Согласно статистическим данным, в 1960-е годы правоохранительными органами УССР было зафиксировано 130 тысяч преступлений, к 1990 году это число достигло 370 тысяч, а в 2015 году — почти 550 тысяч. Отчасти рост уровня преступности обуславливался отсутствием объективных причин для роста населения страны (высокий уровень эмиграции, постепенная деградация в экономике и разрушительные последствия войны на юго-востоке страны). Согласно данным Европейского института по предотвращению преступности и контроля над ней, Украина входит в число тех европейских стран, в которых находится наибольшее количество осуждённых, но при этом отмечается положительная динамика в виде снижения количества заключённых.
Во второй половине 1990-х годов на 10 тысяч. населения приходилось от 40 до 50 осуждённых, а в середине 2000-х годов эта цифра снизилась до интервала 34—37 человек на 10 тысяч населения. С 1990 года количество осуждённых на Украине возрастало от 104 тысяч в 1990 году до 230—240 тысяч в 1996—2000 годах, после чего начала снижаться. По состоянию на конец 2019 года количество осуждённых составляло 55 тысяч человек.

## Преступления против личности

### Убийства, теракты и тяжкие телесные повреждения
Уголовный кодекс Украины 2001 года классифицирует преступления по степени тяжести: небольшой тяжести, средней тяжести, тяжкие и особо тяжкие. Количество тяжких и особо тяжких преступлений, совершённых с 1994 по 2000 годы, превысило 200 тысяч. С 2001 по 2015 годы уровень тяжких и особо тяжких преступлений составлял 45,3 % на 10 тысяч населения страны. Рост преступности фиксировался в 1993—2003 годах: в 1992 году было совершено 3679 убийств и покушений, а позже эта цифра выросла до 4,5 тысяч в год. Относительно спокойными были 2007—2012 годы, когда количество убийств и покушений не превышало 2,9 тысяч в год. В 2013 году в стране было зафиксировано 7188 случаев убийств и нанесения тяжких телесных повреждений, повлекших смерть; в 2014 году — свыше 12 тысяч. К концу августа 2020 года было зафиксировано 4523 таких преступления в стране.
Резонансные уголовные дела по факту убийств и терактов:
- Убийство Евгения Щербаня
- Убийство Георгия Гонгадзе
- Убийство Валерия Олейника
- Убийство Оксаны Макар
- Теракт в Днепропетровске
- Убийство в ТРЦ «Караван»
- Убийство Павла Шеремета
- Убийство Екатерины Гандзюк

### Похищения людей
В 2001 году было зафиксировано 139 случаев похищения людей, в 2009 году — 338, в 2014 году — около 2 тысяч, в 2020 году — всего 325.

### Изнасилования и проституция
Пик изнасилований и покушений на изнасилование пришёлся на 1992—1993 годы, после чего их количество пошло на спад. В 2018 году было зафиксировано всего 203 таких случая.
Проституция на Украине была уголовным преступлением с 12 июня 1987 года (решение Верховного Совета УССР) по 12 января 2006 года, когда была переквалифицирована в административное правонарушение. По состоянию на 2009 год констатировалось, что усилия правоохранительных органов по борьбе против проституции малоэффективны.

## Экономические преступления

### Коррупция
Одной из существенных проблем страны является коррупция: в Индексе восприятия коррупции (рейтинг по версии Transparency International) Украина занимала 117-е место из 179 по состоянию на 2020 год.

### Грабежи, разбои и бандитизм
В 1992—1995 годах было зафиксировано свыше 30 тысяч случаев грабежей, в 2004—2006 годах — свыше 40 тысяч, в 2019 году — 11160, к августу 2020 года — 5408 случаев. Пик разбоев пришёлся на 2005—2006 годы (свыше 6 тысяч), при том, что в 1990-е годы количество разбоев не превышало 5,6 тысяч в год. В 2019 году произошло всего 1883 таких случая.
По факту бандитизма отмечено 110 случаев в 1997 году, 12 в 2012 году и 155 в 2019 году.

## Организованная преступность
Лидерами первых ОПГ на Украине были спортсмены-силовики, боксёры, борцы и штангисты, у которых было множество привилегий и возможностей. Как правило, преступную карьеру они выбирали из-за того, что у них заканчивалась спортивная карьера, а найти применение своим возможностям в другой сфере им попросту не удавалось.

## Преступность по регионам

### Днепропетровская область
Днепропетровские преступные группировки имели своих представителей и во Львовской области.

### Донецкая область
Донецкие преступные группировки имели своих представителей и во Львовской области.

### Киев и Киевская область
С сентября 1997 года в Киеве орудовала банда «оборотней в погонах», которую возглавлял бывший подполковник милиции Игорь Гончаров. На счету банды были многочисленные убийства: первоначально жертвами становились исключительно мошенники, самозванцы и аферисты, задушенные верёвкой. Летом 2002 года Юрий Нестеров сдался милиции, выдав банду: её обвиняли в совершении не менее 11 убийств, похищении людей и ряде других преступлений. Главный обвиняемый скоропостижно скончался 1 августа 2003 года, что многие связали с попыткой Гончарова избежать ответственности. Два члена банды были в 2012 году осуждены пожизненно, остальные получили сроки от 10 до 15 лет тюрьмы.

### Львовская область
На волне Перестройки во Львове стали появляться крупные банды, лидерами которых были такие криминальные авторитеты, как Роман Бабяк («Глухой»), Артур Козьмин, Роман Щадило («Калека»), Ярослав Баховский («Баха») и Орест Завинский («Завиня»). Большая их часть погибла преимущественно в результате разборок между бандами, не поделившими сферы влияния. Попытки некоторых легализовать свой бизнес также заканчивались убийством несостоявшихся «легальных» предпринимателей.

### Николаевская область
В 2017 году наиболее безопасным регионом в плане заказных убийств считалась Николаевская область: средний уровень составлял менее 0,2 на 10 тыс. населения при среднеукраинском уровне 0,3 (уровень 0,4 отмечался в Киевской, Харьковской, Днепропетровской, Запорожской, Херсонской, Кировоградской и Одесской областях).